# 斎教

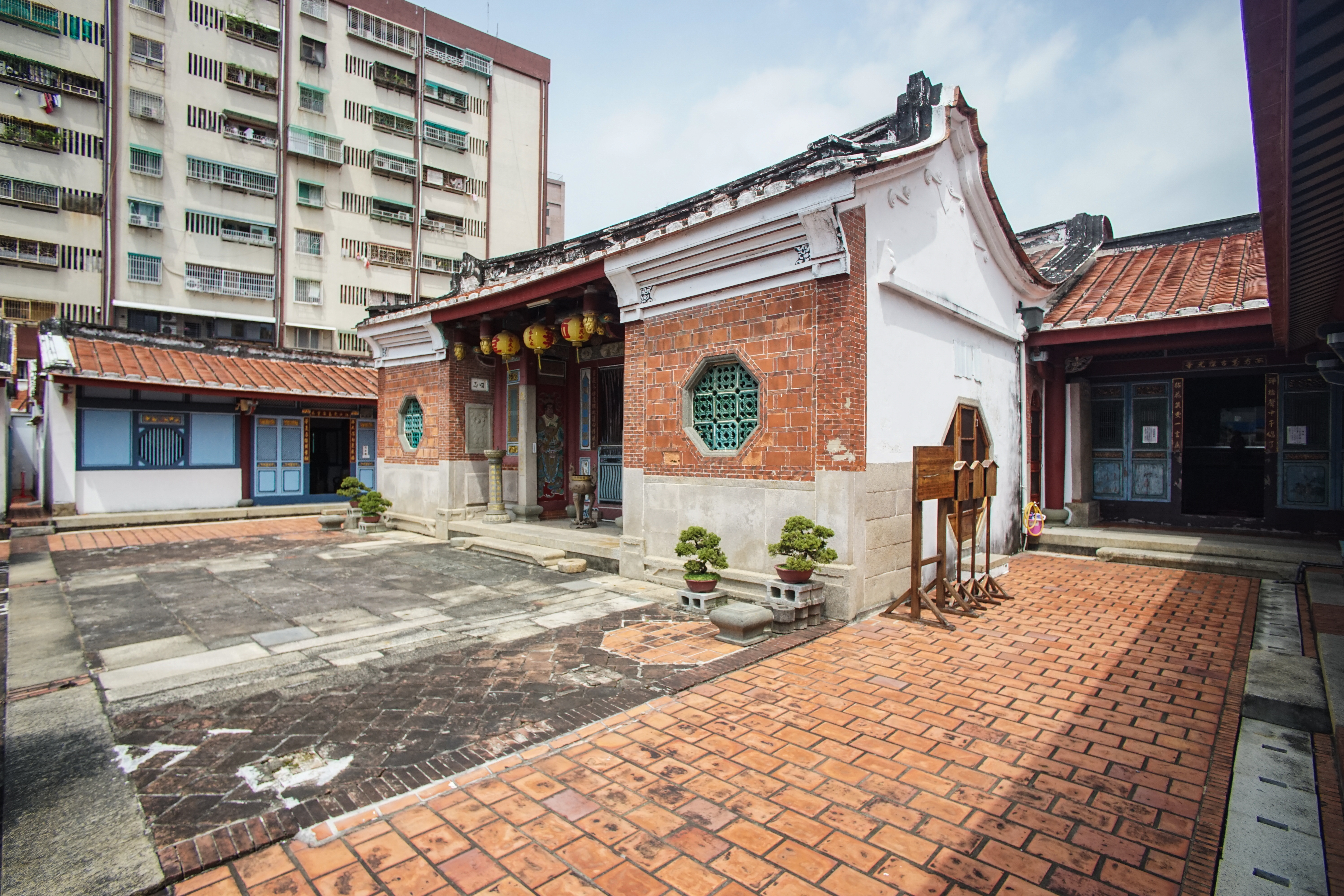
西華堂。台湾台南にある斎堂

斎教（中国語: 齋教, 齋敎、斋教、さいきょう）は、儒教・仏教・道教の三教に基づくとされる台湾および中国の宗教。中国臨済禅の傍流とされている。